# Carl Otto Dumreicher
Carl Otto Dumreicher (* 15. Mai 1799 in Schleswig; † 7. Januar 1875 in Kiel) war ein deutscher Verwaltungsbeamter und Richter.

## Leben und Wirken
Die Vorfahren Carl Otto Dumreichers lebten ab ungefähr 1600 in Kempten, wo sie als Schumacher, Wagmeister, Glaser und Kaufleute arbeiteten. Sein Großvater zog 1735 nach Kopenhagen und wirkte im dortigen General-Landes-Oeconomie- und Commerz-Collegium. 1738 wechselte er nach Husum, wo er als Amtsverwalter und Justizrat tätig war. Er war verheiratet mit Magdalena Dumreicher, geborene von Goessel.
Der Vater Dumreichers namens Johann Conrad Dumreicher (* 1764; † 1845) war von 1808 bis 1834 Alleiniger Bürgermeister der Stadt Schleswig. Seine Mutter Anna Catharina, geborene Friederici (* 1774; † 1803) war die zweite von insgesamt vier Ehefrauen Johann Conrad Dumreichers. Ihr Vater hatte eine Apotheke in Rendsburg.
Dumreicher besuchte die Domschule Schleswig und studierte danach in Kiel und Heidelberg. Am 13. Oktober 1821 bestand er in Gottorf das juristische Staatsexamen. Am 26. Juni 1826 begann er als Kanzlist in der Schleswig-Holstein-Lauenburgischen Kanzlei in Kopenhagen. 1828 wurde er Chef des Sekretariatskontors für das 2. und 3. Departement, 1830 Kanzleirat und ein Jahr später Justizrat.
Ab 1835 arbeitete Dumreicher als 4. Deputierter, ab 1839 als 3. Deputierte, 1840 als 2. Deputierter und 1842 als 1. Deputierter. Ein Jahr später wurde er zum Konferenzrat ernannt. Nach einem Antrag auf Entlassung schied er am 25. März 1848 aus dem Dienst. In den Jahren 1849/50 wirkte er als Departementschef der Verwaltungskommission für Schleswig. In seinen Zuständigkeitsbereich fielen Justiz, Militär, Kommunen, Kirchen und Schulen. Ab 1851 betreute er als Referent die Kabinettsachen aus Holstein und Lauenburg. Am 1. April 1853 übernahm er die Position des Amtmanns für Reinbek, Trittau und Tremsbüttel und darüber hinaus die Stelle des Intendanten der Domänengüter Wandsbek und Wellingsbüttel.
Nachdem Friedrich Christian Schmidt entlassen worden war, übernahm Dumreicher am 16. Mai 1855 die somit freigewordene Stelle als Präsident des Schleswig-Holsteinischen Oberlandesgerichts. Er blieb bis zum 31. August 1867 im Amt und ging am 18. Mai 1868 in den Ruhestand. Im selben Jahr wurde er zum preußischen Wirklichen Geheimen Rat ernannt.
Dumreicher starb unverheiratet Anfang 1875 in Kiel.

## Bedeutung als Jurist
Während seiner Zeit in Kopenhagen galt Dumreicher als fleißiger Fachmann der Verwaltung, der gesamtstaatlich orientiert handelte. Während der Bekanntgabe der Provisorischen Regierung 1848 zeigte er sich solidarisch mit den anderen Deputierten. Gleichzeitig verhielt er sich derart flexibel, dass er das Vertrauen anderer Politiker nicht verlor. Fritz Tillisch, der der dänischen Verwaltungskommission für Schleswig angehörte, wählte Dumreicher daher als seinen ersten Mitarbeiter. Gemeinsam verhandelten sie 1849 in Flensburg komplizierte Fragen.
Auch die folgende Zeit als Präsident des Oberappellationsgerichts stellte sich für Dumreicher problematisch dar. Verantwortlich hierfür war seine politische Einstellung in den Jahren von 1848 bis 1850. Hinzu kamen die mit der Entlassung des vorherigen Präsidenten Schmidts verbundenen Unruhen. Am 25. August 1856 leitete Dumreicher eine Sitzung über eine gegen von Scheele gerichtete Anklage der Minister der Holsteinischen Stände. Dabei entschied er, dass das Gericht nicht zuständig sei, was seine Reputation nicht verbesserte. Dennoch ist anzunehmen, dass er stets nach bestem Wissen und Gewissen agierte.
Im Rahmen von Dumreichers Pensionierung kam es zu erheblichen Rechtsstreitigkeiten zwischen dem Preußischen Justizminister und dem Preußischen Finanzminister.

## Auszeichnungen
- Großkreuz des Dannebrogordens (1. Januar 1856)